# Varanus marmoratus
Espèce
Synonymes
- Hydrosaurus marmoratus Wiegmann, 1834
- Monitor bivittatus philippensis Schlegel, 1844
- Varanus manilensis Mertens, 1876
- Varanus salvator marmoratus (Weigmann, 1834)
- Varanus salvator philippensis (Schlegel, 1844)

Statut de conservation UICN

 LC  : Préoccupation mineure
Statut CITES
Varanus marmoratus est une espèce de sauriens de la famille des Varanidae.

## Répartition
Cette espèce est endémique de l'île de Luçon aux Philippines.

## Description
Varanus marmoratus peut mesurer jusqu'à 200 cm de longueur, dont environ 120 cm pour la queue.

## Étymologie
Son nom d'espèce, du latin marmorātus, « marbré », lui a été donné en référence à sa livrée.

## Publication originale
- Wiegmann, 1835 "1834" : Beiträge zur Zoologie gesammelt auf einer Reise um die Erde. Siebente Abhandlung. Amphibien. Nova Acta Physico-Medica, Academiae Caesareae Leopoldino-Carolinae, Halle, vol. 17, p. 185-268 (texte intégral).